# نورمن تاروگ
نورمن تاروگ (انگلیسی: Norman Taurog؛ زاده ۲۳ فوریهٔ ۱۸۹۹ درگذشته ۷ آوریل ۱۹۸۱) یک کارگردان اهل ایالات متحده آمریکا بود.
او جوان‌ترین کارگردانی است که برندهٔ جایزه اسکار بهترین کارگردانی شده است و در سال ۱۹۳۱ میلادی و در سن ۳۲ سالگی بابت فیلم اسکیپی برندهٔ این جایزه شد.

## بخشی از فیلم‌شناسی
- کارگاه چوب‌بری (۱۹۲۲)
- یک جفت پادشاه (۱۹۲۲)
- بلاگردان (۱۹۲۱)
- پیشخدمت (۱۹۲۱)
- تحصیلدار (۱۹۲۱)
- کارگر صحنه (۱۹۲۰)
- اسکیپی (۱۹۳۱)
- هاکلبری فین (۱۹۳۱)
- ماجراهای تام سایر (۱۹۳۸)
- شهرک پسرها (۱۹۳۸)
- روح کانترویل (۱۹۴۴)
- یاران (۱۹۵۶)
- کشتی را ترک نکن (۱۹۵۹)